# Kherwari jezici
Kherwari jezici, ogranak sjevernih munda jezika, raširen uglavnom u Indiji, jedan predstavnnik u Bangladešu (Koda [cdz] ). Sjevernomundarsku skupinu čine zajedno s jezikom korku koji unutar nje također čini posebnu podskupinu.
Kherwarski jezici dijele se na dvije podskupine i 3 zasebna jezika, to su:
a. Mundari (7): asuri [asr], birhor [biy] (India), ho [hoc] (India), koda [cdz] (Bangladeš), korwa [kfp] (Indija), munda [unx] (India), mundari [unr] (India)
b. Santali (3): mahali [mjx] (Indija), santali [sat] (Indija), turi [trd] (Indija)
agariya [agi] (Indija)
bijori [bix] (Indija)
kodaku [ksz] (Indija)

## Vanjske poveznice
- Ethnologue (14th)
- Ethnologue (15th)